# Librsvg
librsvg ist eine freie Grafikbibliothek zum Rastern von Scalable Vector Graphics (SVG). Sie wurde im Rahmen des Gnome-Projektes geschrieben und ist unter der LGPL-Lizenz veröffentlicht.
Zu der Grafikbibliothek gehört auch das Kommandozeilenprogramm rsvg-convert, welches SVG-Dateien in die Vektorgrafikformate PDF oder PostScript konvertieren kann, bzw. unter Angabe der gewünschten Ausgabedimensionen in Pixel beliebig große Rastergrafiken im PNG-Format erstellt.
librsvg wurde für den Gnome-Desktop entwickelt und wird dort unter anderem für das Rendern von Icons verwendet. Auch andere Programme greifen auf die Bibliothek bzw. das Kommandozeilenfrontend zurück, um Unterstützung für das SVG-Format zu bieten. Beispielsweise verwendet Wikipedia das Kommandozeilenfrontend, um von Autoren generierte SVG-Dateien serverseitig zu PNG-Dateien zu konvertieren, die Benutzer im Browser zu sehen bekommen.

## Sonstiges
Zur Analyse (Parsing) der XML-Syntax von SVG-Dateien kommt die Programmbibliothek libxml2 zum Einsatz.

### Versionsgeschichte
Ab Version 2.13.0 verwendet librsvg die Grafikbibliothek Cairo als Hauptbackend.
Wikipedia und Wikimedia Commons verwenden die librsvg-Version 2.40.21, die einige Teile des SVG-Standards fehlerhaft oder nicht unterstützt, um SVG als PNG zu rendern.
Ab Version 2.41.0 werden Teile von librsvg nach und nach in die Programmiersprache Rust portiert. Dieser Prozess wurde im Mai 2019 mit Version 2.45.6 abgeschlossen.